# 石岡市
石岡市（いしおかし）は、関東地方北東部、茨城県の県南地域の市。常陸国の国府が置かれた都市で、長らく常陸府中（ひたちふちゅう）や常府（じょうふ）などと呼ばれた茨城県名発祥の地である。

## 概要
古代には常陸国の国衙があった地で、2005年（平成17年）10月1日に旧石岡市と旧八郷町が合併して誕生した。
「石岡」の地名は鎌倉時代の記録にはあるが、その由来は諸説あり、小高い丘を意味する「イワオカ」からきたとする説などがある。1871年（明治4年）の廃藩置県の際に府中松平藩領に石岡県が成立した。
関東三大祭の1つ「常陸國總社宮例大祭」（毎年9月）の開催地でもある。また市西部は日本有数のスカイスポーツエリアでもあり、気象庁地磁気観測所がある。

## 地理

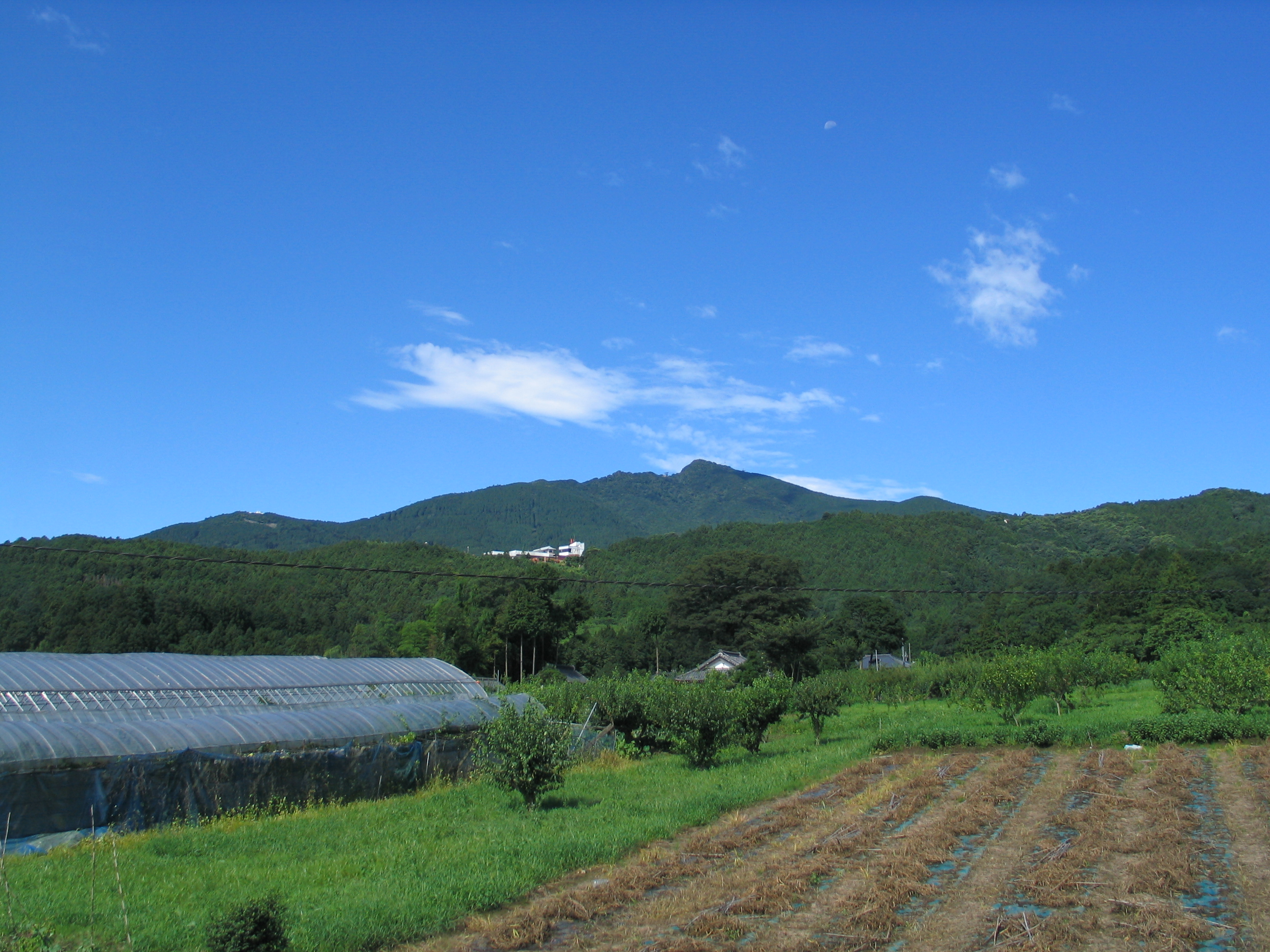
市西部に位置する筑波山

石岡市中心部周辺の空中写真。
2019年11月6日撮影の9枚を合成作成。。

市北部に園部川、南部に恋瀬川が流れ南西部で霞ヶ浦に接し、市西部では八郷地区（八郷盆地）を取り囲むように筑波山、足尾山、加波山、吾国山、難台山などの筑波山地の山々が連なる。茨城県南地域にあり、東京都心からは概ね60〜70kmで市東部には市街地・住宅地、西部には田園風景が広がる。

### 市内の主な山岳
- 筑波山
- 足尾山
- 加波山
- 吾国山
- 難台山
- 燕山
- 閑居山
- きのこ山
- 権現山
- 浅間山
- 弁天山
- 丸山
- 雪入山
- 朝日山
- 峰寺山
- 不動峠
- 朝日峠
- 青木葉峠
- 板敷峠
- 一本杉峠
- 上曽峠
- 風返峠
- 湯袋峠

### 市内の主な河川
- 恋瀬川
- 園部川
- 小桜川
- 川又川

### 隣接している市町村
- 笠間市
- つくば市
- かすみがうら市
- 桜川市
- 土浦市
- 小美玉市

## 歴史

### 年表
- 奈良時代 - 常陸国の国府が置かれる。
- 1346年（正平元年）- 大掾詮国（馬場詮国）により、現在の石岡小学校周辺に府中城が築かれる。
- 1426年（応永33年）- 江戸氏により、大掾氏の水戸城（馬場城）は陥落し、大掾氏は石岡周辺の小勢力に転落する。
- 1590年（天正18年）- 小田原征伐において大掾氏は北条方につくが、佐竹義宣の攻撃により本拠である府中城が陥落。大掾清幹は自刃し大掾氏は滅亡。
- 1602年（慶長6年） - 旗本六郷政乗新封により 常陸府中藩が成立。
- 1700年（元禄13年） - 松平頼隆（水戸徳川家分家）が入封。水戸藩の支藩となる。
- 1869年（明治2年） - 版籍奉還により 常陸府中藩が石岡藩と改称。合わせて城下町の府中も石岡と呼ばれるようになる。
- 1889年（明治22年）4月1日 - 町村制の制施行により新治郡石岡町、高浜町、三村、関川村が成立。
- 1895年（明治28年）11月4日 - 石岡駅が開業。
- 1912年（大正元年）10月28日 - 石岡電気により石岡市内に初めて電灯が灯る。
- 1929年（昭和4年）3月14日 - 石岡大火により、石岡町の約4分の1の面積を焼失する[2]。
- 1941年（昭和16年）6月7日 - 大日本飛行協会の中央滑空訓練所が開所[3]。後の法政大学第三中・高等学校の前身的存在。
- 1946年（昭和21年）
  - 9月 - 常陸國總社宮大祭(石岡のおまつり)復活[4]。
  - 11月19日 - 昭和天皇が石岡高等女学校などに行幸（昭和天皇の戦後巡幸）[5]。
- 1953年（昭和28年）11月16日 - 新治郡高浜町を編入[4]。
- 1954年（昭和29年）2月11日 - 市制施行し、石岡市となる（茨城県では水戸市、日立市、土浦市、古河市に続く5番目、茨城県内における昭和の大合併期初の市制施行）[4]。
- 1954年（昭和29年）12月1日 - 新治郡三村、関川村を編入[4]。
- 1964年（昭和39年）11月18日 - 鹿島参宮鉄道（後の鹿島鉄道）東田中駅開業[4]。
- 1968年（昭和43年）4月29日 - 石岡市民会館完成[4]。
- 1975年（昭和50年）4月1日 - 国道355号（佐原市 – 石岡市）が制定。
- 1982年（昭和57年）4月1日 - 国道355号（石岡市 - 笠間市）が制定。
- 1987年（昭和62年）- フローラルシティ南台分譲開始[4]。
- 1989年 （平成元年）6月15日 - 鹿島鉄道石岡南台駅開業[4]。
- 2005年（平成17年）10月1日 - 石岡市と新治郡八郷町が対等合併して新たに石岡市が発足。市章は変更しなかった[6]。
- 2007年（平成19年）4月1日 - 鹿島鉄道線が廃止。
- 2011年（平成23年）3月11日 - 東北地方太平洋沖地震（東日本大震災）発生。当市では震度6弱を観測。市街地や駅周辺などを中心に液状化現象など甚大な被害を受ける。市役所本庁舎が被災。市全域で電気、ガス、水道が停止した他、JR常磐線の運休や常磐自動車道の通行止め、ガソリン不足により物流が停止し、食料や日常生活品が品不足になるなど市民生活に影響が出た。
- 2012年（平成24年）11月12日 - 土浦市との間に朝日トンネルが開通。
- 2019年 (平成31年) 1月4日 - 石岡市役所の新庁舎が供用開始[7]。

### 行政区域変遷
- 変遷の年表

| 石岡市市域の変遷（年表） | 石岡市市域の変遷（年表） | 石岡市市域の変遷（年表） |
| 年                       | 月日                     | 現石岡市市域に関連する行政区域変遷 |
| ------------------------ | ------------------------ | --- |
| 1889年（明治22年）       | 4月1日                   | 町村制施行に伴い、以下の町村がそれぞれ発足。 - 石岡町 ← 石岡町・村上村・染谷村 - 高浜町 ← 北根本村・中津川村・東大橋村・東田中村・小井戸村・高浜村 - 関川村 ← 井関村・石川村 - 三村 ← 三村単独で村制施行 - 柿岡町 ← 柿岡村・片野村・金指村 - 小幡村 ← 小幡村・須釜村・細谷村・上青柳村・下青柳村・加生野村 - 葦穂村 ← 小倉村・吉生村・上曽村・小屋村・小山田村・鯨岡村・狢内村・大塚村 - 恋瀬村 ← 大塚村・大増村・太田村・中戸村・小見村・小塙村 - 瓦会村 ← 小塙村・宇治会村・瓦谷村・野田村・佐久村・部原村 - 園部村 ← 成井村・山崎村・真家村・宮ヶ崎村・柴間村 - 林村 ← 浦須村・上林村・下林村・嘉良寿理村・片岡村・根小屋村村 - 小桜村 ← 半田村・川又村・月岡村・青田村・弓弦村・辻村・菖蒲沢村・小野越村・仏生寺村 |
| 1953年（昭和28年）       | 11月16日                 | 石岡町は高浜町を編入。 |
| 1954年（昭和29年）       | 2月11日                  | 石岡町は市制施行し石岡市となる。 |
| 1954年（昭和29年）       | 12月1日                  | 石岡市は三村・関川村を編入。 |
| 1955年（昭和30年）       | 1月1日                   | 柿岡町・小幡村・葦穂村・恋瀬村・瓦会村・園部村・林村・小桜村が合併し八郷町が発足。 |
| 1972年（昭和47年）       |                          | - 石岡市の一部（三村の一部）が千代田村に編入。 - 千代田村の一部（新治の一部）が石岡市に編入。 |
| 2005年（平成17年）       | 10月1日                  | 石岡市・八郷町が合併し石岡市が発足。 |

- 変遷表

| 石岡市市域の変遷表 | 石岡市市域の変遷表 | 石岡市市域の変遷表  | 石岡市市域の変遷表 | 石岡市市域の変遷表  | 石岡市市域の変遷表           | 石岡市市域の変遷表           | 石岡市市域の変遷表     | 石岡市市域の変遷表 |
| 1868年 以前        | 1868年 以前        | 明治元年 - 明治22年 | 明治22年 4月1日    | 明治22年 - 昭和19年 | 昭和20年 - 昭和64年          | 昭和20年 - 昭和64年          | 平成元年 - 現在        | 現在               |
| ------------------ | ------------------ | ------------------- | ------------------ | ------------------- | ---------------------------- | ---------------------------- | ---------------------- | ------------------ |
|                    | 平村               | 明治2年 石岡町      | 石岡町             | 石岡町              | 石岡町                       | 昭和29年2月11日 市制         | 平成17年10月1日 石岡市 | 石岡市             |
|                    | 村上村             |                     | 石岡町             | 石岡町              | 石岡町                       | 昭和29年2月11日 市制         | 平成17年10月1日 石岡市 | 石岡市             |
|                    | 染谷村             |                     | 石岡町             | 石岡町              | 石岡町                       | 昭和29年2月11日 市制         | 平成17年10月1日 石岡市 | 石岡市             |
|                    | 北根本村           | 北根本村            | 高浜町             | 高浜町              | 昭和28年7月15日 石岡町に編入 | 昭和29年2月11日 市制         | 平成17年10月1日 石岡市 | 石岡市             |
|                    | 中津川村           |                     | 高浜町             | 高浜町              | 昭和28年7月15日 石岡町に編入 | 昭和29年2月11日 市制         | 平成17年10月1日 石岡市 | 石岡市             |
|                    | 大橋村             | 明治12年 東大橋村   | 高浜町             | 高浜町              | 昭和28年7月15日 石岡町に編入 | 昭和29年2月11日 市制         | 平成17年10月1日 石岡市 | 石岡市             |
|                    | 田中村             | 明治12年 東田中村   | 高浜町             | 高浜町              | 昭和28年7月15日 石岡町に編入 | 昭和29年2月11日 市制         | 平成17年10月1日 石岡市 | 石岡市             |
|                    | 小井戸村           |                     | 高浜町             | 高浜町              | 昭和28年7月15日 石岡町に編入 | 昭和29年2月11日 市制         | 平成17年10月1日 石岡市 | 石岡市             |
|                    | 高浜村             |                     | 高浜町             | 高浜町              | 昭和28年7月15日 石岡町に編入 | 昭和29年2月11日 市制         | 平成17年10月1日 石岡市 | 石岡市             |
|                    | 井関村             | 井関村              | 関川村             | 関川村              | 関川村                       | 昭和29年12月1日 石岡市に編入 | 平成17年10月1日 石岡市 | 石岡市             |
|                    | 石川村             |                     | 関川村             | 関川村              | 関川村                       | 昭和29年12月1日 石岡市に編入 | 平成17年10月1日 石岡市 | 石岡市             |
|                    | 三村               | 三村                | 三村               | 三村                | 三村                         | 昭和29年12月1日 石岡市に編入 | 平成17年10月1日 石岡市 | 石岡市             |
|                    | 柿岡村             | 柿岡村              | 柿岡町             | 柿岡町              | 昭和30年1月1日 八郷町'       | 昭和30年1月1日 八郷町'       | 平成17年10月1日 石岡市 | 石岡市             |
|                    | 片野村             |                     | 柿岡町             | 柿岡町              | 昭和30年1月1日 八郷町'       | 昭和30年1月1日 八郷町'       | 平成17年10月1日 石岡市 | 石岡市             |
|                    | 金指村             |                     | 柿岡町             | 柿岡町              | 昭和30年1月1日 八郷町'       | 昭和30年1月1日 八郷町'       | 平成17年10月1日 石岡市 | 石岡市             |
|                    | 小幡村             | 小幡村              | 小幡村             | 小幡村              | 昭和30年1月1日 八郷町'       | 昭和30年1月1日 八郷町'       | 平成17年10月1日 石岡市 | 石岡市             |
|                    | 須釜村             |                     | 小幡村             | 小幡村              | 昭和30年1月1日 八郷町'       | 昭和30年1月1日 八郷町'       | 平成17年10月1日 石岡市 | 石岡市             |
|                    | 細谷村             |                     | 小幡村             | 小幡村              | 昭和30年1月1日 八郷町'       | 昭和30年1月1日 八郷町'       | 平成17年10月1日 石岡市 | 石岡市             |
|                    | 上青柳村           |                     | 小幡村             | 小幡村              | 昭和30年1月1日 八郷町'       | 昭和30年1月1日 八郷町'       | 平成17年10月1日 石岡市 | 石岡市             |
|                    | 下青柳村           |                     | 小幡村             | 小幡村              | 昭和30年1月1日 八郷町'       | 昭和30年1月1日 八郷町'       | 平成17年10月1日 石岡市 | 石岡市             |
|                    | 加生野村           |                     | 小幡村             | 小幡村              | 昭和30年1月1日 八郷町'       | 昭和30年1月1日 八郷町'       | 平成17年10月1日 石岡市 | 石岡市             |
|                    | 小倉村             | 小倉村              | 葦穂村             | 葦穂村              | 昭和30年1月1日 八郷町'       | 昭和30年1月1日 八郷町'       | 平成17年10月1日 石岡市 | 石岡市             |
|                    | 吉生村             |                     | 葦穂村             | 葦穂村              | 昭和30年1月1日 八郷町'       | 昭和30年1月1日 八郷町'       | 平成17年10月1日 石岡市 | 石岡市             |
|                    | 上曽村             |                     | 葦穂村             | 葦穂村              | 昭和30年1月1日 八郷町'       | 昭和30年1月1日 八郷町'       | 平成17年10月1日 石岡市 | 石岡市             |
|                    | 小屋村             |                     | 葦穂村             | 葦穂村              | 昭和30年1月1日 八郷町'       | 昭和30年1月1日 八郷町'       | 平成17年10月1日 石岡市 | 石岡市             |
|                    | 小山田村           |                     | 葦穂村             | 葦穂村              | 昭和30年1月1日 八郷町'       | 昭和30年1月1日 八郷町'       | 平成17年10月1日 石岡市 | 石岡市             |
|                    | 鯨岡村             |                     | 葦穂村             | 葦穂村              | 昭和30年1月1日 八郷町'       | 昭和30年1月1日 八郷町'       | 平成17年10月1日 石岡市 | 石岡市             |
|                    | 狢内村             |                     | 葦穂村             | 葦穂村              | 昭和30年1月1日 八郷町'       | 昭和30年1月1日 八郷町'       | 平成17年10月1日 石岡市 | 石岡市             |
|                    | 大塚村             | 大塚村              | 恋瀬村             | 恋瀬村              | 昭和30年1月1日 八郷町'       | 昭和30年1月1日 八郷町'       | 平成17年10月1日 石岡市 | 石岡市             |
|                    | 大増村             |                     | 恋瀬村             | 恋瀬村              | 昭和30年1月1日 八郷町'       | 昭和30年1月1日 八郷町'       | 平成17年10月1日 石岡市 | 石岡市             |
|                    | 太田村             |                     | 恋瀬村             | 恋瀬村              | 昭和30年1月1日 八郷町'       | 昭和30年1月1日 八郷町'       | 平成17年10月1日 石岡市 | 石岡市             |
|                    | 中戸村             |                     | 恋瀬村             | 恋瀬村              | 昭和30年1月1日 八郷町'       | 昭和30年1月1日 八郷町'       | 平成17年10月1日 石岡市 | 石岡市             |
|                    | 小見村             |                     | 恋瀬村             | 恋瀬村              | 昭和30年1月1日 八郷町'       | 昭和30年1月1日 八郷町'       | 平成17年10月1日 石岡市 | 石岡市             |
|                    | 小塙村             | 小塙村              | 瓦会村             | 瓦会村              | 昭和30年1月1日 八郷町'       | 昭和30年1月1日 八郷町'       | 平成17年10月1日 石岡市 | 石岡市             |
|                    | 宇治会村           |                     | 瓦会村             | 瓦会村              | 昭和30年1月1日 八郷町'       | 昭和30年1月1日 八郷町'       | 平成17年10月1日 石岡市 | 石岡市             |
|                    | 瓦谷村             |                     | 瓦会村             | 瓦会村              | 昭和30年1月1日 八郷町'       | 昭和30年1月1日 八郷町'       | 平成17年10月1日 石岡市 | 石岡市             |
|                    | 野田村             |                     | 瓦会村             | 瓦会村              | 昭和30年1月1日 八郷町'       | 昭和30年1月1日 八郷町'       | 平成17年10月1日 石岡市 | 石岡市             |
|                    | 佐久村             |                     | 瓦会村             | 瓦会村              | 昭和30年1月1日 八郷町'       | 昭和30年1月1日 八郷町'       | 平成17年10月1日 石岡市 | 石岡市             |
|                    | 部原村             |                     | 瓦会村             | 瓦会村              | 昭和30年1月1日 八郷町'       | 昭和30年1月1日 八郷町'       | 平成17年10月1日 石岡市 | 石岡市             |
|                    | 成井村             | 成井村              | 園部村             | 園部村              | 昭和30年1月1日 八郷町'       | 昭和30年1月1日 八郷町'       | 平成17年10月1日 石岡市 | 石岡市             |
|                    | 山崎村             |                     | 園部村             | 園部村              | 昭和30年1月1日 八郷町'       | 昭和30年1月1日 八郷町'       | 平成17年10月1日 石岡市 | 石岡市             |
|                    | 真家村             |                     | 園部村             | 園部村              | 昭和30年1月1日 八郷町'       | 昭和30年1月1日 八郷町'       | 平成17年10月1日 石岡市 | 石岡市             |
|                    | 宮ヶ崎村           |                     | 園部村             | 園部村              | 昭和30年1月1日 八郷町'       | 昭和30年1月1日 八郷町'       | 平成17年10月1日 石岡市 | 石岡市             |
|                    | 柴間村             |                     | 園部村             | 園部村              | 昭和30年1月1日 八郷町'       | 昭和30年1月1日 八郷町'       | 平成17年10月1日 石岡市 | 石岡市             |
|                    | 浦須村             | 浦須村              | 林村               | 林村                | 昭和30年1月1日 八郷町'       | 昭和30年1月1日 八郷町'       | 平成17年10月1日 石岡市 | 石岡市             |
|                    | 上林村             |                     | 林村               | 林村                | 昭和30年1月1日 八郷町'       | 昭和30年1月1日 八郷町'       | 平成17年10月1日 石岡市 | 石岡市             |
|                    | 下林村             |                     | 林村               | 林村                | 昭和30年1月1日 八郷町'       | 昭和30年1月1日 八郷町'       | 平成17年10月1日 石岡市 | 石岡市             |
|                    | 嘉良寿理村         |                     | 林村               | 林村                | 昭和30年1月1日 八郷町'       | 昭和30年1月1日 八郷町'       | 平成17年10月1日 石岡市 | 石岡市             |
|                    | 片岡村             |                     | 林村               | 林村                | 昭和30年1月1日 八郷町'       | 昭和30年1月1日 八郷町'       | 平成17年10月1日 石岡市 | 石岡市             |
|                    | 根小屋村           |                     | 林村               | 林村                | 昭和30年1月1日 八郷町'       | 昭和30年1月1日 八郷町'       | 平成17年10月1日 石岡市 | 石岡市             |
|                    | 半田村             | 半田村              | 小桜村             | 小桜村              | 昭和30年1月1日 八郷町'       | 昭和30年1月1日 八郷町'       | 平成17年10月1日 石岡市 | 石岡市             |
|                    | 川又村             |                     | 小桜村             | 小桜村              | 昭和30年1月1日 八郷町'       | 昭和30年1月1日 八郷町'       | 平成17年10月1日 石岡市 | 石岡市             |
|                    | 月岡村             |                     | 小桜村             | 小桜村              | 昭和30年1月1日 八郷町'       | 昭和30年1月1日 八郷町'       | 平成17年10月1日 石岡市 | 石岡市             |
|                    | 青田村             |                     | 小桜村             | 小桜村              | 昭和30年1月1日 八郷町'       | 昭和30年1月1日 八郷町'       | 平成17年10月1日 石岡市 | 石岡市             |
|                    | 弓弦村             |                     | 小桜村             | 小桜村              | 昭和30年1月1日 八郷町'       | 昭和30年1月1日 八郷町'       | 平成17年10月1日 石岡市 | 石岡市             |
|                    | 辻村               |                     | 小桜村             | 小桜村              | 昭和30年1月1日 八郷町'       | 昭和30年1月1日 八郷町'       | 平成17年10月1日 石岡市 | 石岡市             |
|                    | 菖蒲沢村           |                     | 小桜村             | 小桜村              | 昭和30年1月1日 八郷町'       | 昭和30年1月1日 八郷町'       | 平成17年10月1日 石岡市 | 石岡市             |
|                    | 小野越村           |                     | 小桜村             | 小桜村              | 昭和30年1月1日 八郷町'       | 昭和30年1月1日 八郷町'       | 平成17年10月1日 石岡市 | 石岡市             |
|                    | 仏生寺村           |                     | 小桜村             | 小桜村              | 昭和30年1月1日 八郷町'       | 昭和30年1月1日 八郷町'       | 平成17年10月1日 石岡市 | 石岡市             |

### 平成の大合併
旧石岡市と旧八郷町は2市町での合併協議を行うことを決め、2005年（平成17年）1月7日に両市町の法定合併協議会（会長:旧石岡市長）が発足した。新市名は「石岡市」、合併方式は新設合併（対等合併）とすることを決定。度重なる協議会や住民説明会などを経て、2005年3月7日に合併調印、3月10日に両市町議会での合併議案可決、3月30日に茨城県知事への申請、6月22日に茨城県議会の議決、6月23日の総務大臣への届け出、7月14日の官報への掲載に至った。
2005年9月30日に両市町で「閉市式」「閉町式」が行われた。10月1日に新設自治体の石岡市が誕生して、開庁式が行われ、市長選までの市長職務執行者に旧八郷町長が就任した。市章は変更されなかった。それぞれの旧市町の庁舎は旧石岡市役所がそのまま石岡市役所本庁舎に、旧八郷町役場が八郷総合庁舎になった上、八郷総合支所を置いた。

## 人口
| |                                        |  |
| 石岡市と全国の年齢別人口分布（2005年） | 石岡市の年齢・男女別人口分布（2005年） |  |
| ■紫色 ― 石岡市 ■緑色 ― 日本全国 | ■青色 ― 男性 ■赤色 ― 女性              |  |
| 石岡市（に相当する地域）の人口の推移 \| 1970年（昭和45年） \| 66,941人 \| \| \| 1975年（昭和50年） \| 71,162人 \| \| \| 1980年（昭和55年） \| 76,137人 \| \| \| 1985年（昭和60年） \| 78,214人 \| \| \| 1990年（平成2年） \| 80,035人 \| \| \| 1995年（平成7年） \| 83,398人 \| \| \| 2000年（平成12年） \| 83,119人 \| \| \| 2005年（平成17年） \| 81,887人 \| \| \| 2010年（平成22年） \| 79,687人 \| \| \| 2015年（平成27年） \| 76,020人 \| \| \| 2020年（令和2年） \| 73,061人 \| \| |                                        |  |
| 総務省統計局 国勢調査より |                                        |  |
| 1970年（昭和45年） | 66,941人                               |  |
| 1975年（昭和50年） | 71,162人                               |  |
| 1980年（昭和55年） | 76,137人                               |  |
| 1985年（昭和60年） | 78,214人                               |  |
| 1990年（平成2年） | 80,035人                               |  |
| 1995年（平成7年） | 83,398人                               |  |
| 2000年（平成12年） | 83,119人                               |  |
| 2005年（平成17年） | 81,887人                               |  |
| 2010年（平成22年） | 79,687人                               |  |
| 2015年（平成27年） | 76,020人                               |  |
| 2020年（令和2年） | 73,061人                               |  |

## 行政
※右記は合併前の旧・石岡市のデータ。

### 市長
- 四代目市長：谷島洋司（2020年4月26日就任、2期目）

| 当落 | 得票数 | 候補者     | 市長歴 |
| ---- | ------ | ---------- | ------ |
| 当   | 17,226 | 谷島洋司   | 新     |
|      | 12,601 | 佐々木敏夫 | 新     |
|      | 709    | 藤井優雄   | 新     |

- 三代目市長 今泉文彦（いまいずみ ふみひこ、2009年11月6日 - 2020年4月7日）

| 当落 | 得票数 | 候補者   | 市長歴 |
| ---- | ------ | -------- | ------ |
| 当   | 無投票 | 今泉文彦 | 現     |

| 当落 | 得票数 | 候補者       | 市長歴 |
| ---- | ------ | ------------ | ------ |
| 当   | 17,684 | 今泉文彦     | 新     |
|      | 16,290 | 久保田健一郎 | 現     |

- 二代目市長 久保田健一郎（くぼた けんいちろう、2009年11月6日 - 2013年11月5日）

| 当落 | 得票数 | 候補者       | 市長歴 |
| ---- | ------ | ------------ | ------ |
| 当   | 13,208 | 久保田健一郎 | 新     |
|      | 11,065 | 今泉文彦     | 新     |
|      | 7,435  | 桜井信幸     | 新     |
|      | 6,429  | 金井一憲     | 新     |

- 初代市長 横田凱夫（よこた やすお、2005年11月6日 - 2009年11月5日）

| 当落 | 得票数 | 候補者   | 党派                     | 市長歴 |
| ---- | ------ | -------- | ------------------------ | ------ |
| 当   | 18,733 | 横田凱夫 | 無所属（自民・公明推薦） | 新     |
|      | 9,105  | 合田寅彦 | 無所属                   | 新     |

### 歴代市長（2005年の合併施行前）
| 歴代             | 氏名         | 就任年月日                 | 退任年月日                 |
| ---------------- | ------------ | -------------------------- | -------------------------- |
| 初代・2代        | 川並 要      | 1954年（昭和29年）2月11日  | 1959年（昭和34年）5月 1日  |
| 3代              | 椿 菅太郎    | 1959年（昭和34年）5月2日   | 1963年（昭和38年）5月1日   |
| 4代・5代         | 大和田健三郎 | 1963年（昭和38年）5月2日   | 1971年（昭和46年）5月1日   |
| 6代              | 高木不二男   | 1971年（昭和46年）5月2日   | 1971年（昭和46年）11月3日  |
| 7代・8代         | 鬼澤賢造     | 1971年（昭和46年）12月19日 | 1979年（昭和54年）12月18日 |
| 9代              | 山本吉蔵     | 1979年（昭和54年）12月19日 | 1983年（昭和58年）12月18日 |
| 10代             | 鈴木堅太郎   | 1983年（昭和58年）12月19日 | 1987年（昭和62年）12月15日 |
| 11代             | 山本吉蔵     | 1987年（昭和62年）12月16日 | 1991年（平成3年）12月15日  |
| 12代・13代・14代 | 木村芳城     | 1991年（平成3年）12月16日  | 2002年（平成14年） 2月10日 |
| 15代             | 横田凱夫     | 2002年（平成14年）3月3日   | 2005年（平成17年）9月30日  |

参考文献:2004年市制施行50周年記念誌「石岡の50年ときの鼓動」より

### 市役所
本庁舎、八郷総合支所（八郷総合庁舎内）、同支所の2つの出張所がある。職員数は730人程。
- 本庁舎 - 石岡市石岡一丁目1番地1　
  - 市長直轄組織（駅周辺にぎわい創生課＜複合文化施設整備推進室＞）
  - 市長公室（秘書広聴課・わがまち発信室・政策企画課・人口創出課）
  - 総務部（総務課・防災危機管理課・契約検査課・情報政策課）
  - 財務部（財政課・ふるさと納税財産活用課・税務課・収納対策課）
  - 産業戦略部（農政課＜里山保全室＞・地籍調査課・商工観光課・産業プロモーション課＜企業誘致推進室＞）
  - 生活環境部（市民課・生活環境課＜空家対策室＞・コミュニティ推進課・保険年金課・水道課）
  - 福祉部（（福祉事務所＝社会福祉課＜人権推進室＞・高齢福祉課<ふれあいの里ひまわりの館>・介護保険課＜地域包括支援センター＞）
  - 子育て健康部（こども未来課＜児童館・自動センター・第一保育所・やさと中央保育所・地域子育て支援センター・園部保育所・みなみ保育所＞・子育て応援課＜こども家庭センター＞・健康増進課＜地域医療対策室・石岡保健センター・八郷保健センター＞）
  - 都市建設部（都市計画課・下水道課・建築住宅指導課・道路建設課）
  - 会計課（会計管理者に直属）
  - 石岡市選挙管理委員会事務局・固定資産評価審査委員会事務局
  - 議会事務局（庶務議事課）
- 八郷総合庁舎 - 石岡市柿岡5680-1
  - 八郷総合支所（総務課・市民窓口課）
  - 石岡市教育委員会（教育総務課＜学校再編推進室＞・学校教育課・生涯学習課＜中央図書館＞・文化振興課・スポーツ振興課・中央公民館・学校給食課＜石岡給食センター・八郷給食センター＞）
  - 石岡市監査委員事務局・石岡市公平委員会事務局・石岡市農業委員会事務局

### 警察・消防・病院
- 茨城県警察
  - 石岡警察署 - 石岡駅前交番、八郷地区交番、東光台交番、城南駐在所、恋瀬駐在所、園部駐在所、
- 石岡市消防本部
  - 石岡消防署 - 柏原分署、愛郷橋出張所
  - 八郷消防署 - 山崎出張所
- 救急指定病院 - 斉藤病院（石岡市旭台）、石岡第一病院（石岡市東府中）、山王台病院（石岡市東石岡）、八郷整形外科内科病院（石岡市東成井）、石岡共立病院（石岡市大砂、2021年3月末で廃止された石岡市医師会病院を引き継ぎ2022年2月1日開院（将来的に山王台病院に統合予定）[11]）

### 保健センター
- 石岡地区：石岡市立石岡保健センター
- 八郷地区：石岡市立八郷保健センター

### 広域行政
石岡市が加入している事務組合や協議会。
- 土浦石岡地方広域市町村圏協議会 - 土浦市・石岡市・かすみがうら市・小美玉市・稲敷郡阿見町
- 霞台厚生施設組合 - 石岡市・小美玉市
- 新治地方広域事務組合 - 石岡市・かすみがうら市・土浦市
- 湖北水道企業団 - 石岡市・小美玉市
- 湖北環境衛生組合 - 石岡市・かすみがうら市・小美玉市
- 石岡地方斎場組合 - 石岡市・かすみがうら市・小美玉市
- 石岡地区営農研修センター - 石岡市・かすみがうら市・小美玉市
- 土浦石岡地方社会教育センター - 土浦市・石岡市・かすみがうら市・小美玉市・稲敷郡阿見町

#### ごみ処理
- 霞台厚生施設組合

#### 上・下水道
- 上水道
  - 石岡地区：湖北水道企業団
  - 三村地区：簡易水道
  - 八郷地区：石岡市生活環境部水道課（八郷水道事務所）

水道事業については、石岡地区が湖北水道企業団、八郷地区は市の水道課と組織が異なる。市では旧市町間の料金格差の是正と併せて統一に向けた準備を進めている。
- 下水道
  - 石岡地区：茨城県霞ヶ浦浄化センター
  - 八郷地区：石岡市八郷水処理センター
  - その他一部地区に農業集落排水がある。

八郷地区の下水道を処理している「石岡市八郷水処理センター」は合併前の2002年に旧八郷町が町単独で整備したもので、旧八郷町域のみの下水道を処理していた。現在、病院など大型施設の下水道接続が相次ぎ、現在稼働中の一系列では処理能力を超える可能性が出てきたため、数億円をかけての増設・展開事業が進められている。2015年には、すべての系列が稼働する計画である。一方、「茨城県霞ヶ浦浄化センター」の管轄区域は旧石岡市市域をはじめ土浦市、かすみがうら市、小美玉市、稲敷郡阿見町に及んでおり、処理人口はおよそ37万人となっている。

### 国の出先機関
- 石岡簡易裁判所
- 気象庁地磁気観測所
- 独立行政法人水資源機構霞ヶ浦用水管理所八郷揚水機場
- ハローワーク石岡
- 国土交通省国土地理院石岡測地観測局（茨城県畜産センター敷地内）

### 県の出先機関
- 茨城県畜産センター

笠間市から移転した県の施設で、畜産などに関する研究が行われている。

## 議会

### 市議会
- 定数：22人
- 任期：2019年5月1日 - 2023年4月30日
- 議長：菱沼和幸（自民・公明クラブ）
- 副議長：勝村孝行（令和の会）

（この節の出典）

### 県議会
- 選挙区：石岡市選挙区
- 定数：2人
- 任期：2023年1月8日 - 2027年1月7日
- 投票日：2022年12月11日
- 当日有権者数： 61,234人
- 投票率：40.44％

| 候補者名   | 当落 | 年齢 | 所属党派   | 新旧別 | 得票数  |
| ---------- | ---- | ---- | ---------- | ------ | ------- |
| 戸井田和之 | 当   | 58   | 自由民主党 | 現     | 8,356票 |
| 桜井信幸   | 当   | 65   | 無所属     | 新     | 8,219票 |
| 大和田寛樹 | 落   | 47   | 自由民主党 | 現     | 7,773票 |

### 衆議院
- 選挙区：茨城6区（土浦市、石岡市、つくば市、かすみがうら市、つくばみらい市、小美玉市（旧玉里村域））
- 任期：2021年10月31日 - 2025年10月30日
- 当日有権者数：454,712人
- 投票率：53.62%

| 当落 | 候補者名 | 年齢 | 所属党派   | 新旧別 | 得票数    | 重複 |
| ---- | -------- | ---- | ---------- | ------ | --------- | ---- |
| 当   | 国光文乃 | 42   | 自由民主党 | 前     | 125,703票 | ○    |
| 比当 | 青山大人 | 42   | 立憲民主党 | 前     | 113,570票 | ○    |

## 公共・福祉施設

### 公園
- 水郷筑波国定公園
- 石岡市石岡運動公園

### 公民館・文化ホール・図書館
- 石岡市立旭台会館
- 石岡市立中央公民館
  - 地区公民館12館
- 石岡市立中央図書館
  - 郷の本棚　やさと図書館

### 福祉施設
- 地域包括支援センター　-　石岡市地域包括支援センター（ふれあいの里石岡「ひまわりの館」内（石岡市大砂）
- 老人福祉
  - 居宅介護支援事業所　-　市内に19箇所あり
  - 介護老人福祉施設　-　市内に7箇所あり
  - 介護老人保健施設　-　市内に4箇所あり
  - 介護療養型医療施設　-　市内に4箇所あり
  - グループホーム　-　市内に9箇所あり
- 障害者福祉
  - 心身障害者福祉施設　-　市内に7箇所あり

※手話通訳者設置・派遣の受付は、市役所本庁舎と八郷総合支所で受け付けている。

## 経済

### 農業
霞ヶ浦周辺ではレンコンの栽培も行われており、筑波山の麓では柿やミカン、イチゴなどの果樹栽培も盛ん。また郊外には延々と田園風景が広がっており、茨城県内でも有数の米どころでもある。旧八郷町地区はタバコ栽培が盛んで、茨城県内の主産地の1つでもある。さらに関東では初めての「地鶏JAS」認定を受けた「やさとしゃも」を始め、「筑波地鶏」などの銘柄鶏ブランドに力を入れている。鉾田市と共に養豚が盛んである。

### 工業
市内には工業団地が立地し、東洋製罐やパナソニック、ソントン食品などの大手工場もある。また地場産業としては酒造りも盛んで関東の灘とも呼ばれているほか、スギを材料として昔ながらの水車を使用した線香作りも行われており、また歴史のある乳製品メーカーとしては筑波乳業がある。

### 商業
市内では国道6号や国道355号、茨城県道7号石岡筑西線沿いなどにロードサイドショップ（チェーンストア）が多く出店しており、一定の賑わいを見せている。しかし、石岡駅周辺に広がるアーケード街として賑わっていた既存の商店街では、ロードサイドショップや水戸・土浦・つくば方面への買い物客の流出により、その活性化策が課題となっている。活性化策の一環として、商店街の空き店舗にまちかど情報センターや石岡市観光協会が運営するまち蔵 藍を設置したり、道路の電線地中化などの事業が行われている。
1970年代中頃に石岡駅前に西友石岡店が出店したが、1988年3月に撤退。その建屋は約20年にわたり廃屋として残っていたが、2009年末頃より解体が始まり、2019年現在はコインパーキングとなっている。また、国府三丁目にはコーキ（高喜）という老舗の百貨店（1670年創業。戦後法人化。1970年に改築しコーキ石岡ショッピングプラザになった）があったが、2002年に経営破綻している。

#### 商業組合・協会
- 商工会議所 - 石岡商工会議所（PRキャラクターはいしおか恋瀬姫）

- 茨城県精神病院協会
- 茨城県建築業協会
- 茨城県花き園芸協会
- 茨城製餡協会

- 石岡信用販売協会
- NPO法人石岡総合スポーツクラブ
- NPO法人茨城県教育ネットワーク

#### 主なチェーン店
- イオン
  - 石岡ショッピングセンターぱれっと[15]
- カスミ（イオングループ）
  - ピアシティ石岡
  - 八郷店
  - フードオフストッカー石岡東店
- ウエルシア薬局（イオングループ））
- ツルハドラッグ）
- しまむら）
- ジョイフル山新

- ケーズデンキ
- ヤマダデンキ
- ダイソー）
- ヨークベニマル
  - ヨークタウン石岡
  - 石岡西店
- ベイシア
- ユニクロ
- TSUTAYA
- WonderGoo
- ココス・宝島
- ドン・キホーテ

- スーパータイヨー
- 洋服の青山
- AOKI
- 業務スーパー
- 眼鏡市場
- ワークマンプラス
- ニトリ
- カインズホーム
- コメリ
- やよい軒
- なか卯

#### 金融
市内の主な金融機関。なお、市内に都市銀行はない。
- 常陽銀行（市の指定金融機関）
- 筑波銀行
- 水戸証券
- 水戸信用金庫

- 茨城県信用組合
- 中央労働金庫
- 新ひたち野農業協同組合
- やさと農業協同組合
- ゆうちょ銀行・郵便局

#### メディア
- 土浦ケーブルテレビ

## 教育

### 学校教育

#### 専門学校・大学関連
- 法政大学石岡総合運動場
- 東京大学工学部工学系研究科柿岡教育研究施設
- 石岡和裁専門学校
- 茨城理容美容専門学校

#### 高等学校
公立
- 茨城県立石岡第一高等学校
- 茨城県立石岡第二高等学校
- 茨城県立石岡商業高等学校

私立
- 青丘学院つくば高等学校

#### 中学校
公立
- 石岡市立石岡中学校
- 石岡市立府中中学校
- 石岡市立国府中学校
- 石岡市立柿岡中学校
- 石岡市立八郷南中学校
- 石岡市立有明中学校
- 石岡市立園部中学校

私立
- 青丘学院つくば中学校

#### 小学校
- 石岡市立石岡小学校※
- 石岡市立府中小学校※
- 石岡市立東小学校※
- 石岡市立南小学校※
- 石岡市立林小学校※
- 石岡市立杉並小学校※
- 石岡市立柿岡小学校※

- 石岡市立葦穂小学校
- 石岡市立恋瀬小学校
- 石岡市立瓦会小学校
- 石岡市立小幡小学校
- 石岡市立吉生小学校
- 石岡市立小桜小学校
- 石岡市立園部小学校※
- 石岡市立東成井小学校※

※学童保育併設校。

#### 保育所
公立

保育所
- 第一保育所
- 第二保育所
- やさと中央保育所
- 園部保育所
- みなみ保育所

私立
- 石岡明照保育園
- 泉ヶ丘保育園
- 国分台ふたば保育園
- ひかり保育園
- わかくさ保育園
- ことりの森保育園

- しらゆり保育園
- そとの保育園
- ひまわり保育園
- 石岡第一病院付属たんぽぽ保育園
- りんりん保育園

#### 幼稚園
公立
- 東幼稚園

私立
- 八郷幼稚園
- 八郷第二幼稚園
- 星の宮幼稚園
- 石岡幼稚園
- 柏原幼稚園

- 善隣幼稚園
- ばらき台幼稚園
- 府中幼稚園
- 国分寺幼稚園

## 交通

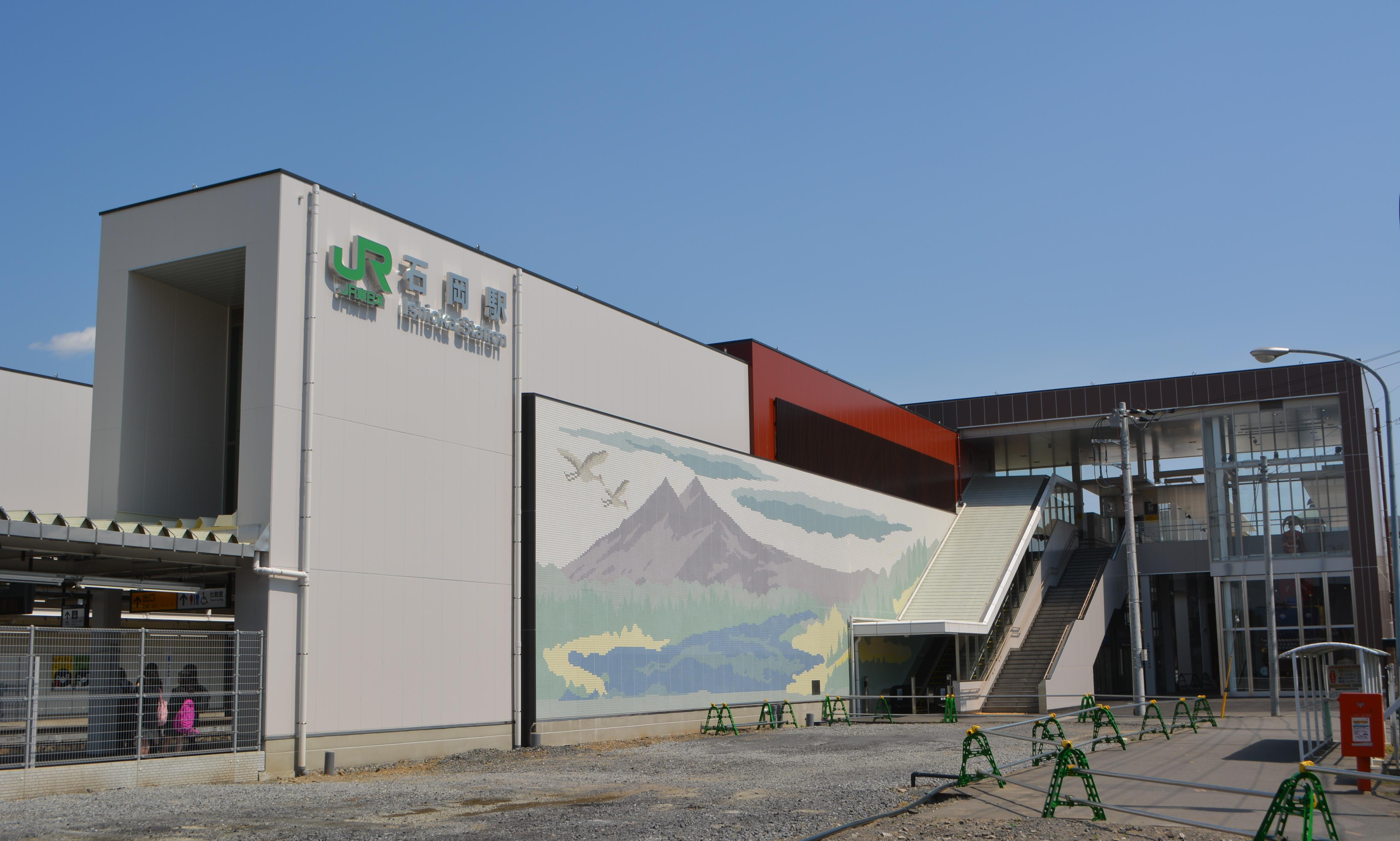
石岡駅駅舎

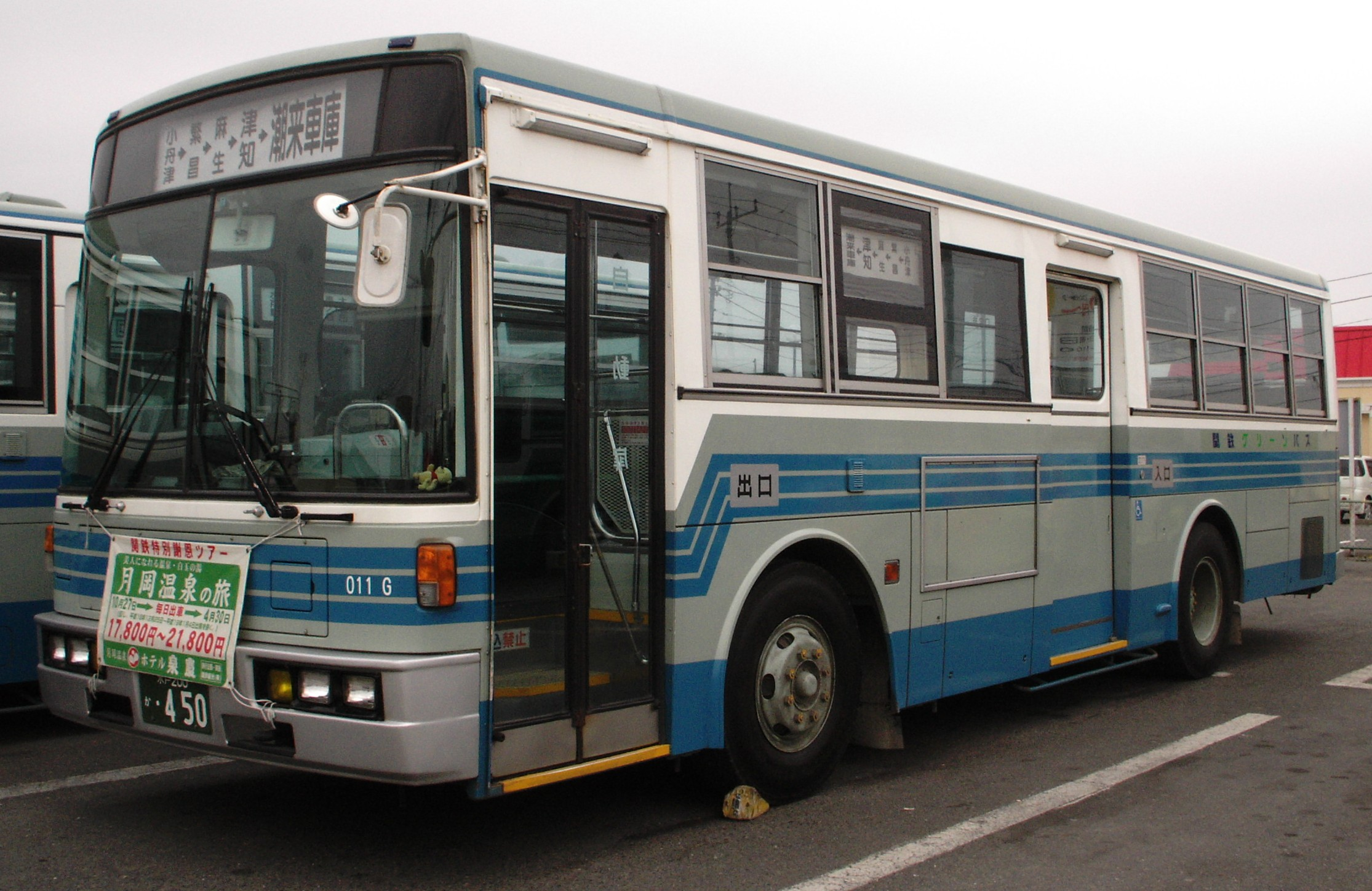
関鉄グリーンバス

### 車両
- ナンバープレート - 250㏄を越える二輪車両・四輪車両は土浦ナンバー、125㏄以下の小型自動二輪や原付は石岡市ナンバー（獅子頭ナンバー）

### 鉄道
- 市内を東日本旅客鉄道常磐線が通り、2駅が設置されている。
  - 鹿島鉄道鹿島鉄道線は、2007年3月31日をもって廃止された。
- 東日本旅客鉄道
  - ■常磐線
    - 高浜駅 - 石岡駅
- 広範囲な連絡 : 石岡駅より特急「ときわ」利用可能。2015年3月の上野東京ラインの開業により、特急列車を中心に乗換不要で東京・品川へアクセス可能となる。
- 中心となる駅：石岡駅

### バス
路線バス
- 石岡駅を中心としたバス路線網が形成され、八郷地区や周辺市町とは路線バスで結ばれている。
- 運営会社 - 関東鉄道（旧関鉄グリーンバスを含む）
- 石岡市デマンド交通システム

石岡市では関鉄グリーンバスへの運行委託でコミュニティバス「石岡市巡回バス」を運行していたが、これを2007年3月31日で打ち切り、先行する2006年10月2日に関鉄ハイヤーと関鉄グリーンバスとの共同運行で、「石岡市デマンド交通システム（デマンドバス）」の運行を開始した。
- 鹿島鉄道廃止後のバス路線

鹿島鉄道線廃止後、国道355号を経由した石岡駅〜旧・常陸小川駅（小美玉市）間の関鉄グリーンバスによる代替バスが運行されていたが、国道355号の渋滞による定時制のなさなどもあり、鹿島鉄道と比べ代替バス利用者が4割程度と落ち込んでいた。これを受け茨城県と石岡市、小美玉市は茨城空港の開港もあることから、鹿島鉄道跡地を石岡・小美玉両市で路線バス専用道（市道）として整備し、鉄道に準ずる定時制のある運行を目指す公設民営の「バス高速輸送システム（Bus Rapid Transit）」の整備を進めることとした。2010年8月30日にバス専用道が開通し、かしてつバスとして運行されている（詳細は同項参照のこと）。
高速バス
- 常磐自動車道の本線上にある石岡バスストップにおいて、高速バスの乗降が可能である。

【急行TMライナー】 水戸駅行・偕楽園行（関東鉄道）
【急行TMライナー】 つくばセンター行・筑波大学行・土浦駅東口行（関東鉄道）
【高速バスみと号】 八潮PA経由東京駅行（茨城交通・関東鉄道・ジェイアールバス関東）
【水戸～東京ディズニーリゾート線】 東京ディズニーリゾート行（関東鉄道）
【日立・水戸～羽田空港線】 羽田空港行（日立電鉄交通サービス・茨城交通・京浜急行バス）
【夜行高速バス日立・水戸・つくば〜名古屋線】 東名豊田経由名古屋駅行（茨城交通）
【夜行高速バスよかっぺ号】 京都駅・大阪駅・近鉄難波駅経由USJ行（関東鉄道・近鉄バス）

### 道路
市内の南北には、国道6号が縦断し、南は、土浦・取手・柏・東京方面、北は水戸・日立・いわき方面を結び、東西には国道355号が横断し、東は行方・潮来・香取方面、西は笠間方面を結ぶ、交通の要衝となっている。
市内の渋滞問題
石岡市内では中心市街地の渋滞が慢性化している。朝夕の通勤・退勤時間帯には国道6号・国道355号やその周辺のアクセス道路が一部ではほとんど動かない状態で、大きな問題となっている。その中でも、LuckyFM茨城放送の渋滞情報では、国道6号の恋瀬橋の渋滞が報じられやすい。対策として国道6号千代田石岡バイパスの一部区間が2004年7月31日に着工され、中心市街地を迂回する国道355号バイパスの一部である石岡有料道路が2005年3月31日に無料化された。
- 高速道路
  - 常磐自動車道

市内を常磐自動車道が通過するが、かつては市内にインターチェンジはなく、最寄のかすみがうら市にある千代田石岡ICか笠間市にある岩間ICを利用していた。その後、2011年3月24日に小美玉市との境界に石岡小美玉スマートインターチェンジが、茨城県内初の上下線ともに乗降可能な本線直結型ETC専用ICとして併用開始したことで、ETC搭載車は市内で高速道路を出入りできるようになった。
- 一般国道
  - 国道6号（水戸街道）
    - 北方面 - 小美玉・水戸・ひたちなか・東海・日立・高萩・北茨城・いわき・南相馬・相馬・仙台
    - 南方面 - かすみがうら・土浦・取手・柏・松戸・東京
      - 　千代田石岡バイパス（整備中）

  - 国道355号
    - 　東方面は香取、潮来、行方
    - 　西方面は笠間
- 主要地方道
  - 茨城県道7号石岡筑西線
  - 茨城県道42号笠間つくば線
  - 茨城県道52号石岡城里線
  - 茨城県道64号土浦笠間線
- 一般県道
  - 茨城県道118号石岡田伏土浦線
  - 茨城県道138号石岡つくば線
  - 茨城県道140号西小塙石岡線
  - 茨城県道144号紅葉石岡線
  - 茨城県道150号月岡真壁線
  - 茨城県道194号宍倉玉里線
  - 茨城県道221号飯岡石岡線
  - 茨城県道236号筑波公園永井線
  - 茨城県道276号高浜停車場線
  - 茨城県道277号石岡停車場線
  - 茨城県道278号竹ノ内羽鳥停車場線

- その他

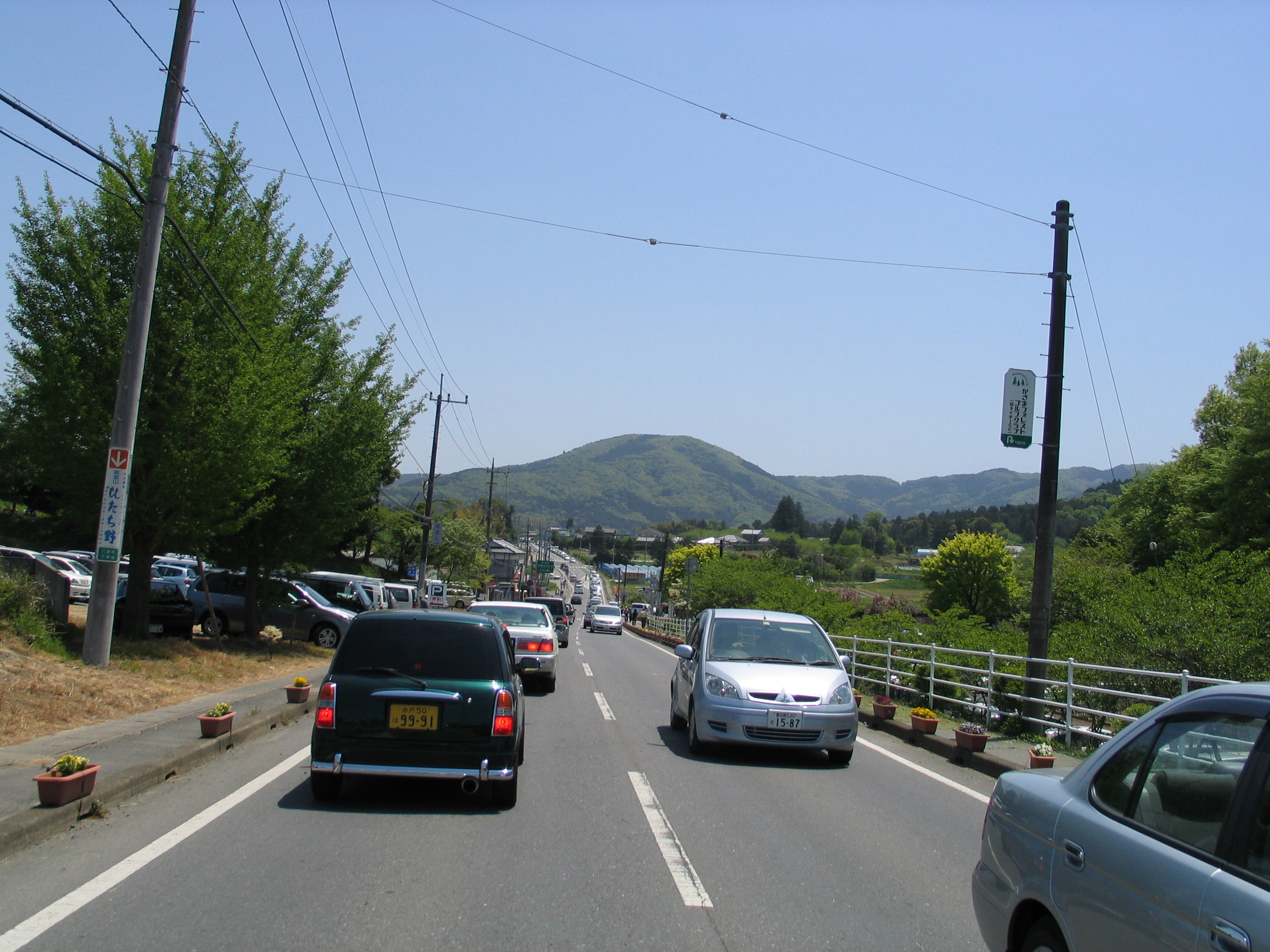
フルーツライン

  - フルーツライン - 市西部を南北に走る広域農道。沿線に観光果樹園や茨城県フラワーパークなどの観光スポットが多いことからこの名前がついた。途中、茨城県道138号石岡つくば線、茨城県道150号月岡真壁線と重複する。また、茨城県道7号石岡筑西線や茨城県道42号笠間つくば線等を横切る。
  - 朝日トンネル

### 航空
- 石岡市上空は成田空港や羽田空港へ向かう航空機の主要な航空路であるため、航空機が音をたてながら上空を通過する。また訓練のために百里飛行場の戦闘機などが、上空を通過することもある。

## 通信
- 市外局番は0299で、かすみがうら市の旧・千代田町域、行方市の旧・玉造町域、笠間市の旧・岩間町域、小美玉市と同一のMA（石岡MA）である。

## 名所・旧跡・観光スポット・祭事・催事

### 観光スポット等

#### 寺院・神社
- 善光寺 - 楼門は国の重要文化財 門が手厚く保存される一方、本堂は腐朽し倒壊寸前、非常に危険な状態である。
- 西光院 - 本堂は県指定有形文化財
- 常陸國總社宮 - 本殿は市指定文化財
- 板敷山大覚寺 - 庭園は市指定名勝。池を含む庭園はどこから見ても裏がないので「裏見無しの庭」と呼ばれている。浄土真宗の宗祖親鸞ゆかりの寺。
- 盛賢寺 - 阿弥陀堂は市指定文化財
- 若宮八幡神社 - 本殿は市指定文化財
- 高浜神社 - 本殿は市指定文化財
- 北向山観音 - 小野小町の伝説が残る。
- 菖蒲沢薬師堂
- 加波山神社
- 照境寺

#### 史跡
石岡市は茨城県から歴史の里に指定されている。
国指定の史跡
- 常陸国分寺跡（特別史跡）
- 常陸国分尼寺跡（特別史跡）
- 常陸国府跡
- 舟塚山古墳 - 茨城県内最大の古墳である。
- 佐久良東雄旧宅
- 瓦塚窯跡

県指定史跡　　　　
- 丸山古墳
- 府中愛宕山古墳 - 舟塚山古墳のすぐそばにある古墳。
- 石岡の一里塚 - 付近に巨大な榎が植えられていたが、台風で倒壊した。
- 山県大弐の墓 - 泰寧寺

市指定史跡
- 茨城廃寺跡
- 佐自塚古墳
- 府中城の土塁
- 柿岡城址 - 柿岡藩の居城
- 片野城址 - 片野藩の居城
- 常陸大掾氏墓所
- 常陸府中藩主松平家墓所
- 旧光安寺「虚無僧」の墓碑
- 岩谷古墳
- 鹿の子大塚山古墳

その他
- 石岡の陣屋門（市指定有形文化財）

#### 博物館・資料館
- ギター文化館
- 石岡市民俗資料館
- 香丸資料館

#### レジャー施設
- 茨城県フラワーパーク - 豊富な種類のバラなどが多く植えられている。
- 常陸風土記の丘 - 日本一の大きさの獅子頭があり展望台になっている。また、季節にあわせた花も咲き乱れる。
- 石岡市つくばねオートキャンプ場
- やさと温泉 ゆりの郷 - 運営はやさと農業協同組合が行っている。
- 恋瀬川サイクリングロード - 石岡市柿岡からかすみがうら市を経て石岡市内の霞ヶ浦に至る、恋瀬川土手沿いのサイクリングロード。
- ダチョウ王国 - 国内最大のダチョウの牧場。
- 東筑波ユートピア - 猿をはじめとするたくさんの動物がいる。
- 朝日峠展望公園 - 土浦市との市境に位置する。標高301.8mの展望台からは関東平野を一望でき、晴れた日には富士山も遠望することが出来る。

#### 舞台となった作品及び撮影が行われた作品
- いばらきフィルムコミッションとの協力で、映画やドラマの撮影場所が近年増えてきている。
  - ALWAYS 三丁目の夕日'64：銀座のフルーツパーラーでのデートするシーン（石岡駅前、喫茶「珈琲マツ」）
  - 仮面ライダー響鬼第7巻<二十七之巻 伝える絆>：戦闘シーン（石岡市太田、善光寺）
  - 若葉のころ：電車での別れのシーン（石岡駅構内、旧鹿島鉄道 KR500系）
  - 交渉人真下正義：公園での爆弾爆破シーン（国府公園）
  - 夜、ひとり、たんぼ道（自主制作映画）：国府公園、霞ケ浦等

#### その他の観光スポット
- 市街地の町並み -　石岡駅前の商店街には昭和初年の古い町並み・建物が残り、登録有形文化財 となっている物も多い。
- 鳴滝
- 馬滝
- 観光果樹園 - ブドウやミカン、イチゴ、梨、ブルーベリー、クリなど。柿も有名。
- 丁子屋（まち蔵『藍』） - ウェイバックマシン（2003年10月6日アーカイブ分） - 藍染めの体験もできる。石岡駅前の商店街にあり、建物は国の登録 有形文化財。
- ウィンド・パワー つくば風力発電所　-　桜川市と石岡市の県境丸山にある風力発電所。
- 板敷山 - 浄土真宗宗祖の親鸞聖人法難之地として知られ、山中には史跡が残る。

### 祭り・催事

#### 祭り

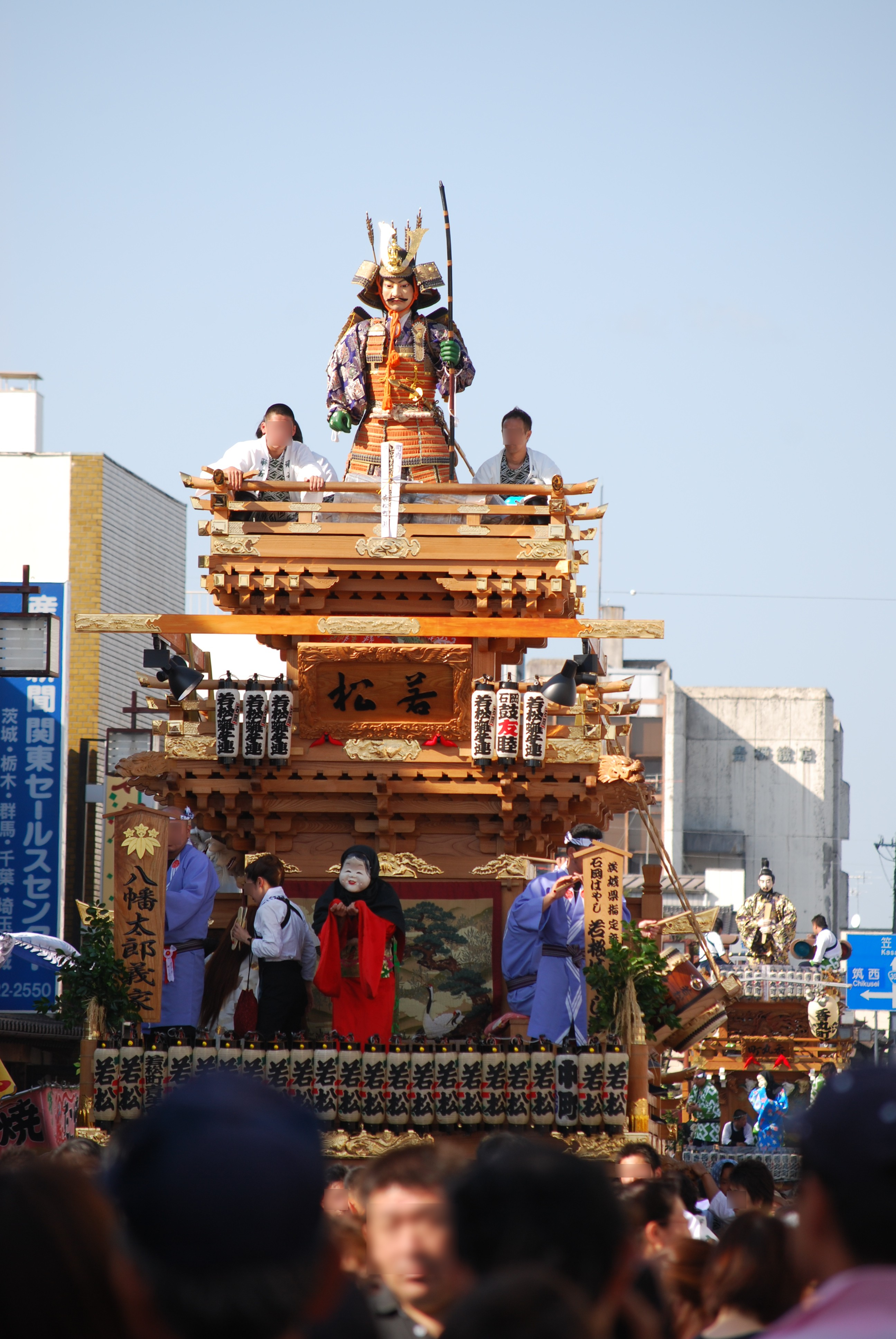
常陸國總社宮大祭の山車

- 常陸國總社宮大祭 - 関東三大祭りの一つで、毎年9月に3日間行われる。
- 八坂神社祇園祭 - 八郷地区最大のお祭りで、毎年7月に行われる。
- 柿岡八幡神社「太々神楽」（市指定無形民俗文化財） - ジャガモコジャンと呼ばれているお祭り。毎年8月に行われる。
- 片野八幡神社祇園祭・排禍ばやし（県指定無形民俗文化財・7月・10月）
- 染谷十二座神楽（市指定有形民俗文化財・4月）
- 三村祇園（7月）
- 高浜祇園（7月）
- 真家みたまおどり（国の選択無形民俗文化財・8月）
- 根小屋代々十二神楽（市指定無形民俗文化財・11月）

#### 催事
- 成人式（1月）
- 高浜釣り大会（4月）
- 石岡盆踊り（8月）
- 八郷ふれあい祭り（10月）
- 石岡市産業祭・米まつり（10月）
- 商工祭（11月）
- 献上富有柿審査会（11月）
- いしおかウォーキング大会（11月）
- Paragliding World Cup IBARAKI - スカイスポーツが盛んな石岡市と桜川市で旧町時代から開かれているパラグライダーのワールドカップ。

## キャラクター
- 石岡市公認マスコットキャラクター[18]

- いしおか恋瀬姫
- 嗜みうさぎ モモア
- 満喫うさぎ カイ

## 出身者・ゆかりのある人物
- 佐久良東雄 - 国学者、歌人
- 大和田健三郎 - 貴族院多額納税者議員
- 浜平右衛門 - 貴族院多額納税者議員
- 渡辺孝男 - 医師、山形県米沢市立病院病院事業管理者・元病院長。元参議院議員（公明党）
- 折原みと - 小説家、漫画家
- みつはしちかこ - 漫画家
- 高田梢枝 - 歌手
- 桜井青 - ミュージシャン・cali≠gariリーダー
- ムック - メンバーのミヤ・YUKKEが石岡市出身
- 細谷修 - 漫画家
- 浅野いにお - 漫画家
- 踊正太郎 - 津軽三味線
- 渡辺直美 - お笑い芸人
- 桜井洋平 - 元キックボクサー
- 坂本修一 - 元バドミントン選手
- 須田幸太 - 元プロ野球選手
- 一條力真 - プロ野球選手、千葉ロッテマリーンズ所属
- 立川志のぽん - 落語家
- 来栖正之 - 毎日放送アナウンサー
- 仲野ひろみ - モデル
- 小松﨑花菜 - 名古屋テレビ放送アナウンサー
- 磯佳奈江 - タレント。元NMB48メンバー。石岡市ふるさと大使
- 大嶽拓馬 - プロサッカー選手

### ゆかりのある人物
- 手塚光照 - 常陸府中藩に侍医として仕えた。手塚治虫（漫画家）の先祖。
- オダシゲ - 日本最長寿新聞四コマ漫画家。旧石岡市地域に住み、水戸ニコンに通勤していた。
- 小池重明 - 将棋真剣師。市内で焼肉店を経営していた。医師会病院で死去。